# Gul Bellefleur
Gul Bellefleur är en äpplesort som uppstod i New Jersey under 1700-talet.
Trädet är starkvuxet och frukten har bra motståndskraft mot skorv. Trädet ställer stora fordringar på läge och jordmån. Frukten är stor till medelstor. Översidan bär fem kraftiga knölar, från vilka starka åsar ofta utgår över halva frukten. Skaftet är cirka 20 mm, rätt grovt och vanligen ljusbrunt. Grundfärgen är ljusgul, men på solsidan kan finnas en matt rodnad. Kärnhuset är stort, ovalt och öppet. Kärnorna mycket stora. Köttet är gulvitt, något syrligt, sött, med en fin och egenartad arom. Äpplena plockas i mitten av oktober och mognar vid jultiden. Det odlas i Sverige i zon 1.